# 미키 기요시
미키 기요시(일본어: 三木 淸 미키 키요시[*], 1897년 1월 5일 - 1945년 9월 26일)는 일본의 철학자, 문학평론가이다. 윤리철학자인 니시다 기타로의 제자로, 교토 학파의 주요한 일원이었다. 한때 일본 마르크스주의 운동에 가담하였다. 1945년 9월 도요타마 형무소에서 신장염으로 사망했다.

## 생애
미키 기요시는 1897년 효고현 히라이무라(平井村, 현재의 다쓰노시)에서 아버지인 농부 미키 에이키치(三木 英吉)와 어머니인 신(しん) 사이에서 장남으로 태어났다. 1917년 니시다 기타로에게 사사받았으며 1920년 교토 제국대학 철학과를 졸업했다. 1922년 독일로 유학하여 하이델베르크에서 하인리히 리케르트의 강의를 수강하며 역사철학을 배웠으며 1923년 마르부르크로 옮겨 마르틴 하이데거에게 배웠다. 1924년에 프랑스 파리로 옮겨 블레즈 파스칼을 연구했다. 1925년 일본으로 귀국하여 《파스칼의 인간 연구》(パスカルに於ける人間の研究)를 저술했다. 1927년 호세이 대학의 철학과 교수로 임용되었다.
1930년 1월 일본공산당에 자금을 제공했다는 이유로 6개월 간 구속되었으며 이후 교수직을 사임하였다. 1937년 쇼와 연구회의 문화 연구회에서 활동하였으며, 1942년 필리핀에서 종군기자로 활동하였다. 1945년 정치범 다카쿠라 데루(高倉 輝)를 보호했다는 혐의로 체포되어 스가모 형무소에 구속되었다가 도요타마 형무소로 옮겨졌으며, 1945년 9월 26일 신장염으로 사망했다.

## 저서
- 《고독에 대하여》[1]